# Carlo Tresoldi
Carlo Tresoldi (Boltiere, 6 ottobre 1952 – Milano, 11 luglio 1995) è stato un calciatore italiano, di ruolo attaccante.

## Biografia
È morto all'età di 42 anni a causa di complicazioni legate al lupus eritematoso sistemico di cui era affetto da anni.

## Carriera
Cresciuto nelle giovanili del Milan, Tresoldi è stato aggregato alla prima squadra nel 1971. Ha esordito in partite ufficiali il 1º luglio 1972 contro la Juventus nell'ultima giornata del secondo turno della Coppa Italia 1971-1972, trofeo poi vinto dai rossoneri.
Nella seconda stagione al Milan ha esordito anche in Coppa delle Coppe il 6 settembre 1972 contro i Red Boys Differdange e in Serie A il 24 settembre 1972 contro il Palermo. Durante la stagione non ha disputato altre partite, complici anche un infortunio al menisco e una pubalgia.
Nella stagione successiva ha giocato maggiormente totalizzando 11 presenze in campionato, 3 in Coppa Italia e 4 in Coppa delle Coppe, tra cui la finale persa contro il Magdeburgo, realizzando un gol in campionato contro il Genoa, e uno nei quarti di finale di Coppa delle Coppe contro il PAOK.
Nel 1974 si è trasferito al Varese nella trattativa che ha portato Calloni in rossonero. A Varese ha disputato una stagione da titolare in Serie A con 20 presenze e 3 reti, conclusa con la retrocessione in Serie B. Dopo un altro triennio tra i cadetti con la maglia biancorossa, nel 1978 ha firmato per il Legnano in Serie C2 e l'anno seguente per il Grosseto, sempre in C2. Nel 1980 è tornato al Varese, risalito in B dopo un anno in Serie C1, dove è rimasto per un biennio.
In carriera ha totalizzato complessivamente 32 presenze e 4 reti in Serie A, e 38 presenze e 5 reti in Serie B.

## Palmarès

### Competizioni nazionali
- Coppa Italia: 2

Milan: 1971-1972, 1972-1973

### Competizioni internazionali
- Coppa delle Coppe: 1

Milan: 1972-1973